# Дощові ліси Нікобарських островів
Дощові ліси Нікобарських островів (ідентифікатор WWF: IM0133) — індомалайський екорегіон тропічних та субтропічних вологих широколистяних лісів, розташований на Нікобарських островах.

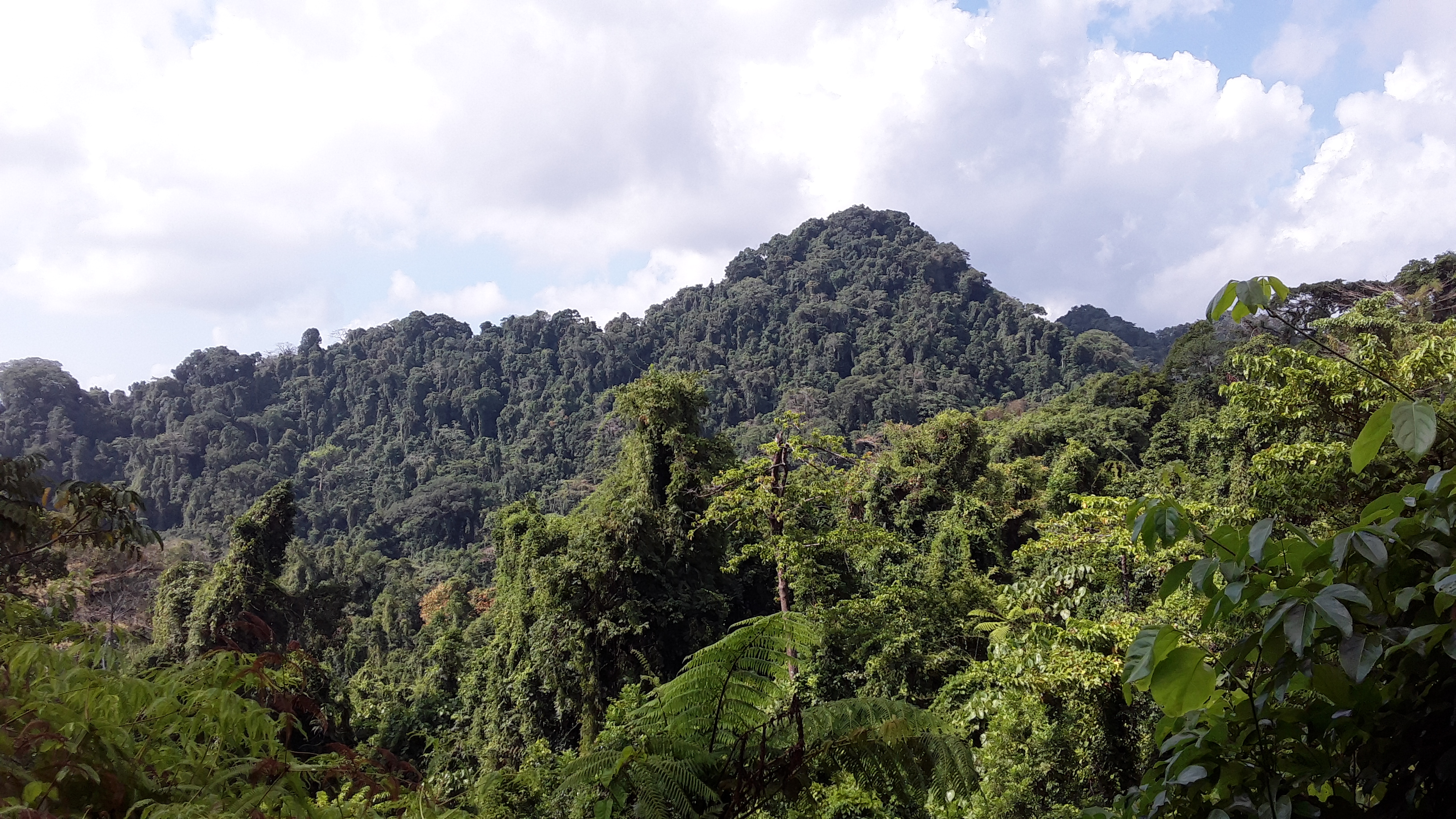
Ландшафт Великого Нікобара

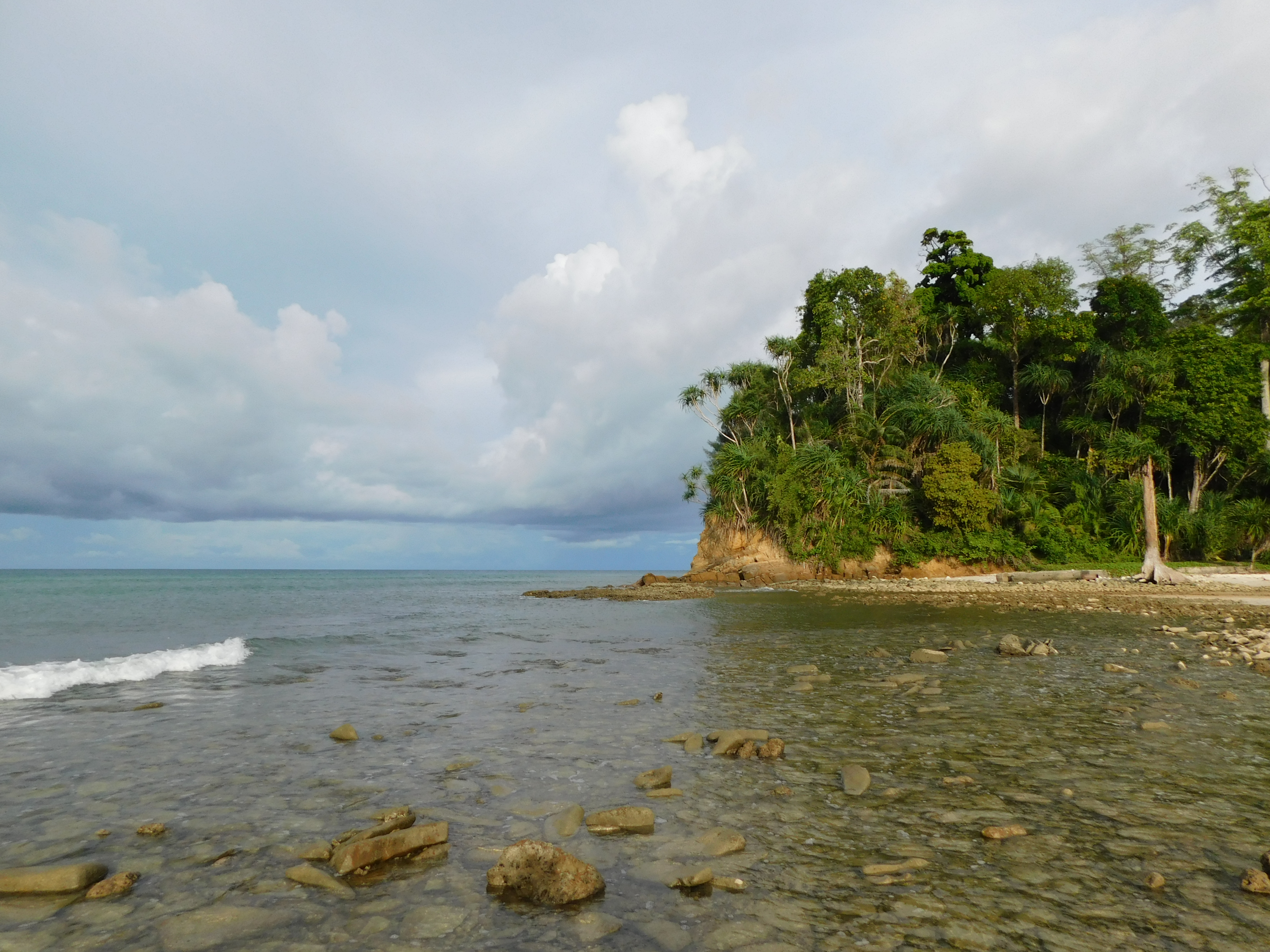
Узбережжя Великого Нікобара

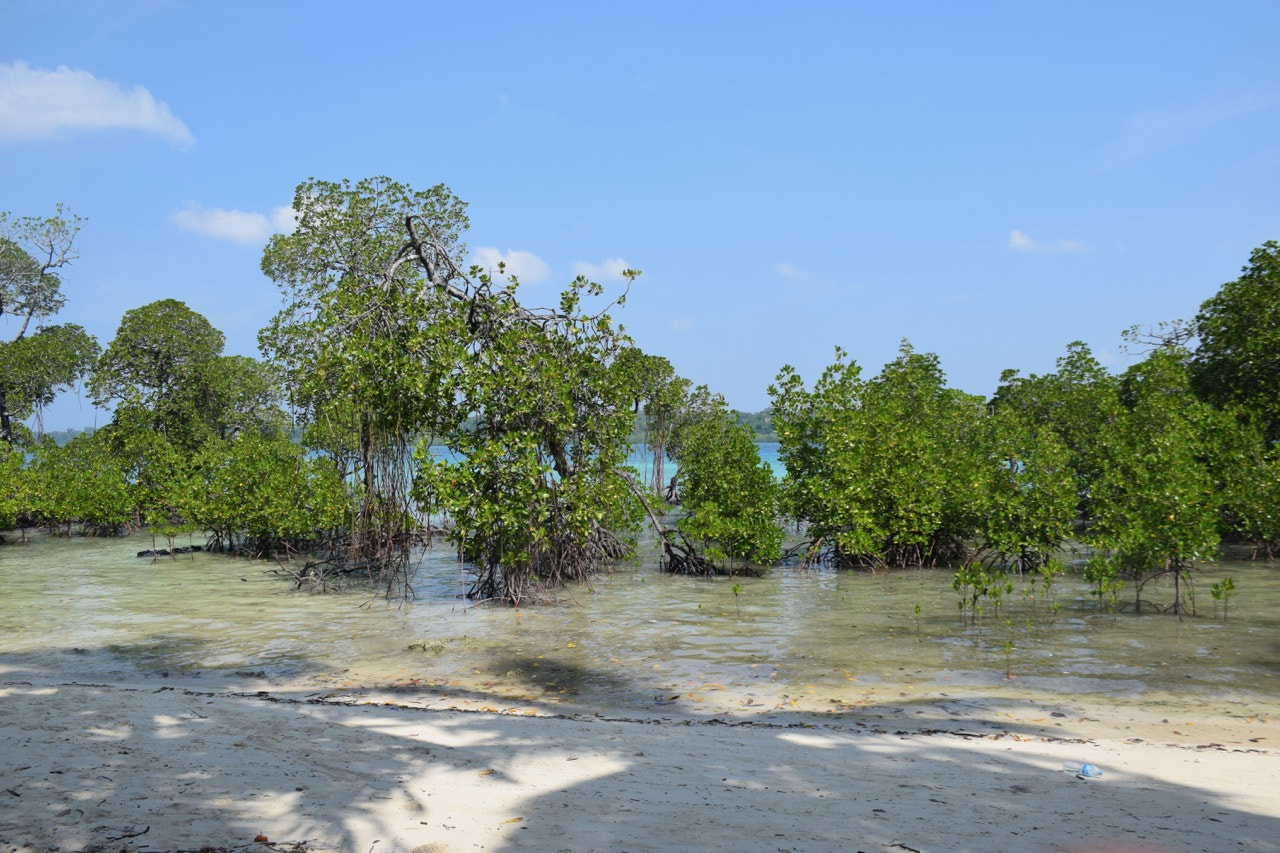
Нікобарські мангри

## Географія
Нікобарські острови розташовані на північному сході Індійського океану, відділяючи Бенгальську затоку від Андаманського моря. Архіпелаг простягається приблизно на 300 км з північного заходу на південний схід та складається з 22 островів, 13 з яких є населеними. Всі вони належать Індії та входять до союзної території Андаманські і Нікобарські острови. На північ від Нікобарських островів розташовані Андаманські острови, відділені протокою Десятого градуса завширшки 150 км. За 200 км на південний схід від Нікобарських островів розташована Суматра.
Острови Нікобарського архіпелагу діляться на три групи. До північної групи входить Кар-Нікобар, найпівнічніший острів архіпелагу, та сусідній острів Баттімалв. Центральна група включає острови Нанкаурі, Катчал, Каморта, Тересса, Човра, Тіллангчонг та кілька менших острівців. До південної групи входить Великий Нікобар, Малий Нікобар та кілька менших острівців. Великий Нікобар є найбільшим (921 км²) та найпівденнішим островом архіпелагу. На ньому розташована найвища вершина регіону — гора Тульєр висотою 642 м.
З геологічної точки зору Нікобарські острови є частиною довгої острівної дуги, яка тягнеться від Араканських гір у М'янмі до Ментавайських островів, розташованих на захід від Суматри. Окрім Нікобарських островів, ця дуга також включає Андаманські острови та багато підводних гір. Вона утворилася внаслідок субдукції Індо-Австралійської плити під Бірманську плиту наприкінці еоцену або на початку олігоцену. Формування Андаманського моря в середині міоцену (приблизно 10,8 млн років тому) призвело до ізоляції Нікобарського архіпелагу від материка. На відміну від Андаманських островів, які, як вважається, були поєднані з материковою М'янмою у плейстоцені, коли рівень моря значно впав, Нікобарські острови завжди залишалися островами. Зона субдукції продовжує залишатися тектонічно активною і періодично спричиняє сильні землетруси, такі як землетруси 1881 або 2004 року.
Основу Нікобарських островів складають еоценові осадові породи (пісковики, сланці та алевроліти), серед яких трапляються ультраосновні магматичні інтрузії. На великих висотах часто зустрічаються серпентини та габро. На Великому Нікобарі зустрічаються молоді третинні ґрунти, які більше схожі на ґрунти деяких районів Суматри, ніж на ті, що зустрічаються на інших островах.
Лише на Великому Нікобарі є постійні водні потоки. П'ять річок острова: Галатея, Джубіле, Амріт-Каур, Дак-Аніанг і Дак-Тайял — беруть початок на схилах гори Тульєр. Найдовшою з них є річка Галатея, яка тече на південь близько 30 км та впадає у затоку Галатея біля південного краю острова.

## Клімат
На Нікобарських островах домінує тропічний мусонний клімат (Am за класифікацією кліматів Кеппена). Середня температура коливається від 24 °C до 31 °C, а середньорічна кількість опадів — від 3000 до 3800 мм. Південно-західні мусони дмуть з травня по вересень, а північно-східні мусони — з жовтня по грудень. Під час мусонів часто трапляються тропічні циклони та грози.

## Флора
Основними рослинними угрупованнями Нікобарських островів є прибережні та мангрові ліси, а також вічнозелені та листяні тропічні ліси, поширені у внутрішніх районах. 
У прибережних лісах, що ростуть на морських узбережжях, переважають широко поширені в Індо-Тихоокеанському регіоні рослини. Серед дерев, що зустрічаються в цих лісах, слід відзначити хвощелисту казуарину (Casuarina equisetifolia) та різні види баррингтоній (Barringtonia spp.) і панданів (Pandanus spp.), а серед чагарників — прибережну капусту (Scaevola taccada), морський гібіск (Hibiscus tiliaceus) та безколючкову волькамерію (Volkameria inermis). Уздовж узбережжя також ростуть гаї кокосових пальм (Cocos nucifera), як культивованих, так і диких.
Мангрові ліси займають близько 27 км² території регіону. Основу нікобарських мангрів складають азійські мангри (Rhizophora mucronata), східні мангри (Bruguiera gymnorhiza), індійські мангри (Avicennia officinalis), шпорові мангри (Ceriops tagal) та молочні мангри (Excoecaria agallocha).
У вічнозелених лісах Великого Нікобара, Каморти та Катчала ростуть сулатрійські калофіллуми (Calophyllum soulattri), довгочерешкові планшонелли (Planchonella longipetiolata), жовті мангустини (Garcinia xanthochymus), зонтичні пізонії (Ceodes umbellifera) та гімалайські манго (Mangifera sylvatica). На Каморті та Катчалі також зустрічаються артокарпуси Тейсманна (Artocarpus teysmannii), чотириперисті ендомахерії (Radermachera quadripinnata subsp. lobbii), великолисті симплокоси (Symplocos macrophylla) та ендемічні нікобарські бентінкії (Bentinckia nicobarica), а в лісах, що ростуть на берегах річок Великого Нікобара — різні види макаранг (Macaranga spp.), фікусів (Ficus spp.) та терміналій (Terminalia spp.). Дерева у вічнозелених лісах екорегіону досягають 30-50 м заввишки. Високі дерева тут часто оповиті андаманською дінохлоєю (Dinochloa andamanica), ліаноподібним видом бамбуків.
Листяні ліси переважають на нижніх висотах Великого Нікобара. У цих лісах домінують індійські мигдалі (Terminalia catappa) та каламансайські терміналії (Terminalia calamansanai), які скидають листя під час сухого сезону.
У внутрішніх районах деяких північних та центральних Нікобарських островів, таких як Кар-Нікобар, Каморта, Катчал та Нанкаурі, зустрічаються великі ділянки луків, які, як вважається, мають антропогенне походження. На цих луках росте циліндрична імперата (Imperata cylindrica), дика цукрова тростина (Saccharum spontaneum), скручений різноборідник (Heteropogon contortus), бородатий зеленяк (Chloris barbata), голчастий золотоборідник (Chrysopogon aciculatus), сланка склерія (Scleria terrestris), а також багато інших трав та кущів.
Флора Нікобарських островів має набагато більше спільного з флорою Суматри та Малайського півострова, ніж з флорою Андаманських островів, яка, зі своєї сторони, споріднена з флорою Північно-Східної Індії, М'янми та Таїланду. Насправді лише 28 % видів квіткових рослин є спільними для Андаманських та Нікобарських островів. Загалом флора Нікобарських островів нараховує близько 580 видів квіткових рослин, з яких приблизно 14 % видів є ендеміками екорегіону.

## Фауна
На Нікобарських островах мешкає 25 видів ссавців, зокрема нікобарські дикі свині (Sus scrofa nicobaricus), нікобарські макаки (Macaca fascicularis umbrosa), а також низка видів рукокрилих та гризунів. Ендеміками екорегіону є нікобарські білозубки (Crocidura nicobarica), нікобарські пацюки (Rattus burrus), пальмові пацюки (Rattus palmarum), нікобарські листоноси (Hipposideros nicobarulae), нікобарські крилани (Pteropus faunulus) та нікобарські тупаї (Tupaia nicobarica). Всі ці види є рідкісними і перебувають під загрозою зникнення.
На Нікобарських островах мешкає понад 80 наземних видів птахів. Серед ендемічних птахів, поширених в регіоні, слід відзначити нікобарського великонога (Megapodius nicobariensis), нікобарського пінона (Ducula nicobarica), нікобарського змієїда (Spilornis klossi), нікобарського яструба (Accipiter butleri), нікобарську сплюшку (Otus alius), нікобарського папугу (Psittacula caniceps), нікобарську піту (Pitta abbotti), нікобарського оливника (Ixos nicobariensis) та нікобарську джунглівницю (Cyornis nicobaricus).
Майже ендемічними представниками екорегіону є сивоголові голуби (Columba palumboides), андаманські горлиці (Macropygia rufipennis), андаманські вінаго (Treron chloropterus) та білоголові шпачки (Sturnia erythropygia), які також зустрічаються на Андаманських островах. Крім того, ендеміками Нікобарських островів є низка підвидів різних видів птахів, зокрема підвид китайської перепілки Synoicus chinensis trinkutensis, підвид індійського голуба-зеленокрила Chalcophaps indica augusta, підвид східноазійської сплюшки Otus sunia nicobaricus, підвид білошийого альціона Todiramphus chloris occipitalis, підвид малазійського папуги Psittacula longicauda nicobarica, підвид чорноголової вивільги Oriolus chinensis macrourus, підвид великого дронго Dicrurus paradiseus nicobariensis, підвид вогнистоголового квічаля Geokichla citrina albogularis, підвид червоної сіпараї Aethopyga siparaja nicobarica, підвид гострохвостої мунії Lonchura striata semistriata тощо. Серед інших птахів, поширених в екорегіоні, слід відзначити гривастого голуба (Caloenas nicobarica). Цей барвистий птах є найближчим родичем вимерлого маврикійського дронта.
Герпетофауна екорегіону нараховує 43 види плазунів, одинадцять з яких є ендемічними, та 11 видів земноводних, два з яких є ендемічними. Серед ендеміків екорегіону слід відзначити нікобарську куфію (Trimeresurus labialis), нікобарську бойгу (Boiga wallachi), нікобарського бронзового вужа (Dendrelaphis humayuni), нікобарську дасію (Dasia nicobarensis), нікобарську деревну жабу (Polypedates insularis) та нікобарську жабу-цвіркуна (Minervarya nicobariensis). На узбережжях регіону відкладають яйця рідкісні шкірясті черепахи (Dermochelys coriacea), зелені черепахи (Chelonia mydas) та бісси (Eretmochelys imbricata). 

## Збереження
Основною загрозою для збереження природи екорегіону є збільшення населення архіпелагу за рахунок переселенців з материкової Індії, що призводить до збільшення експлуатації природних ресурсів регіону, зокрема до збільшення показників лісозаготівлі та площ сільськогосподарських угідь. Станом на 2011 рік населення регіону становило 36 842 особи, більше третини з яких були переселенцями з материка або їх нащадками. Також загрозу становлять полювання та поширення інтродукованих видів.
Оцінка 2017 року показала, що 838 км², або 59 % екорегіону, є заповідними територіями. Ще близько 18 % екорегіону вкриті лісами, однак перебувають поза межами заповідників. Природоохоронні території включають: Національний парк Кемпбелл-Бей, Національний парк Галатея та Великонікобарський біосферний заповідник.